# Metralladora

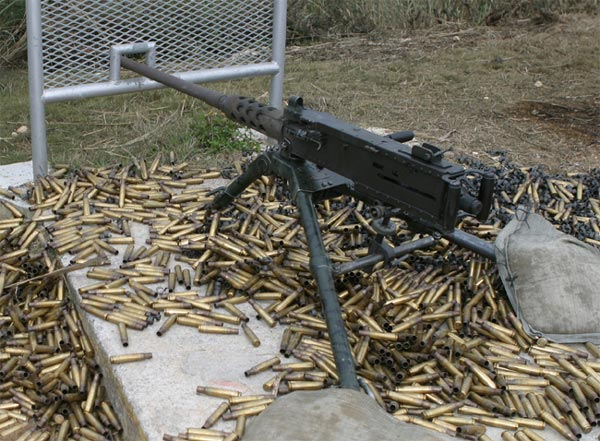
Metralladora

La metralladora és una arma de foc automàtica caracteritzada per disparar gran quantitat de bales en poc temps i de forma sostinguda. Està dissenyada per disparar-les a partir d'un carregador o un cinturó de municions; normalment en un lapse breu i de forma sostinguda pot disparar centenars de bales per minut, a causa del seu mecanisme de tret automàtic, i pot impactar en un determinat camp de tir. Les metralladores generalment són pesants, voluminoses i estan muntades sobre un afust. L'ús modern d'aquesta paraula es refereix a les metralladores automàtiques, que van ser precedides per les metralladores manuals amb alguns detalls automàtics.
Les armes d'automàtiques de repetició es classifiquen generalment com: subfusell, metralladora, o canó automàtic. Els subfusells són petites armes automàtiques portàtils de mà per a defensa personal o un combat de curt abast, ja que fan servir calibre de pistola. Una metralladora és sovint utilitzada com una arma portàtil, si bé generalment es fa servir muntada sobre un afust o disparada des de terra assentada en un dospeus. A diferència dels subfusells, dispara munició de rifle. Les metralladores lleugeres són prou petites per ser disparades com un rifle, però són més eficaces quan es disparen des d'una posició decúbit pron. La diferència entre les metralladores i els canons automàtics es basa en el calibre, que en el cas dels canons automàtics és superior a 16 mm.
Un altre factor és si l'arma dispara munició convencional o projectils que exploten per impacte. Les armes de foc que disparen projectils explosius de gran calibre es consideren canons automàtics o morters automàtics. En contrast amb els subfusells i els canons automàtics, les metralladores (com els rifles) tendeixen a guardar una alta proporció entre la longitud del canó i el calibre (un llarg canó per un calibre petit).
L'aparició de la metralladora durant la segona meitat del segle xix va canviar el sistema de combat que fins aleshores era el mateix des de les guerres napoleòniques. A partir de l'acció de les metralladores es van fer línies estàtiques i trinxeres, amb utilització de carros de combat contra aquestes armes automàtiques. En la seva evolució han aparegut també metralladores pesants i lleugeres de diferents tipus.

## Descripció general de les metralladores modernes
A diferència de les armes de foc semiautomàtiques, que requereixen prémer el gallet per cada tret, la metralladora està dissenyada per disparar de forma contínua mentre el gallet es manté premut, essent capaç de proporcionar ràfegues contínues o freqüents de foc mentre dura la munició. Les metralladores s'utilitzen normalment contra objectius poc protegits, o per proporcionar foc de cobertura.
A la pràctica, algunes metralladores proporcionen foc de cobertura gairebé contínuament durant hores, si bé altres armes automàtiques es sobreescalfen després de menys d'un minut d'ús. A causa que s'escalfen molt, la pràctica totalitat de metralladores compten amb recambra oberta, per permetre la refrigeració per aire entre ràfegues. També tenen un sistema de refrigeració de l'ànima, o compten amb un sistema de brocals extraïbles que poden ser substituïts si s'escalfen.
Encara que es subdivideixin en "lleugeres", "mitjanes", "pesants" o de "propòsit general", fins i tot les metralladores més lleugeres tendeixen a ser substancialment més grans i més pesants que altres armes automàtiques. L'arma automàtica d'equip, coneguda amb les sigles SAW (de l'anglès Squad automatic weapons) és una variació del fusell metrallador i requereix un sol operador (de vegades amb un assistent per transportar municions). Les metralladores mitjanes i pesades van muntades en un trípode o en un vehicle; quan es porten a peu, la metralladora i l'equip associat (trípode, municions, canons de recanvi) requereixen un equip de membres addicionals.
La majoria de les metralladores estan alimentades per cinta, encara que algunes metralladores lleugeres s'alimenten a partir d'un tambor o un carregador.
Altres armes automàtiques es subdivideixen en diverses categories basades en la mida de la bala usada, i si el cartutx és expulsat des d'una recambra tancada o oberta. Les armes amb selecció de foc que disparen cartutxos de rifle d'alta potència amb recambra tancada s'anomenen fusell metrallador, mentre que les armes amb un cartutx intermedi s'anomenen fusell d'assalt.
Alguns fusells automàtics (com el Browning Automatic Rifle) varen ser dissenyats com una arma d'un elevat cicle de foc per a donar cobertura a les tropes, per la qual cosa requereixen una capacitat de substitució ràpida de carregadors per aconseguir foc continuat. Poden ser operades per la persona que dispara l'arma, o per un membre auxiliar de l'equip que proporcioni la munició i els carregadors. El fusell d'assalt, per contra, generalment està concebut per un cicle de treball més intermitent, i va ser dissenyat per a ser transportat i utilitzat fàcilment per una sola persona.

## Història
Des del segle xiv, alguns inventors van intentar crear una arma de defensa lleugera amb presa de projectils d'alta velocitat. Leonardo da Vinci en va dissenyar una, però no es concretà en cap aparell, probablement a causa de la falta de mitjans tècnics. A partir del segle xvi es van dissenyar algunes peces d'artilleria de curt abast per la defensa contra la infanteria, que llençaven, en diferents fases de l'acció, projectils múltiples coneguts com a caixes biscaïna o ferralla, amb uns efectes terribles sobre els organismes vius. Tanmateix, l'escassa mobilitat de l'artilleria, especialment en aquell, en limitaren l'ús tàctic.

### Seglexix

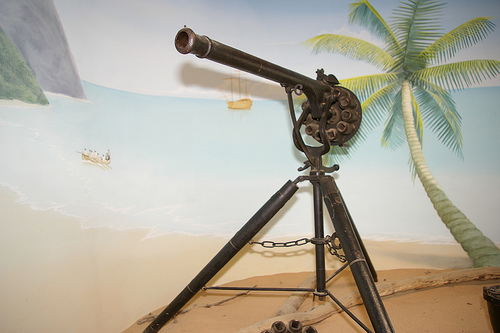
L'arma de repetició de Puckle

El 1718, James Pückle inventà un artefacte per a una arma de defensa. Aquesta peça, amb un diàmetre d'uns tres centímetres per gairebé un metre de llarg, es componia d'uns barrilets amb onze cambres carregades prèviament i aconseguia disparar seixanta-tres trets en set minuts, tres vegades més ràpid que el mosquetó d'un bon tirador. Estava pensada per oferir als vaixells de guerra una forma de defensa contra els abordatges. El seu ús, però, no va ser efectivament implantat.
La idea es va mantenir latent fins al 1862, quan Richard Jordan Gatling va presentar una nova patent d'una arma basada en el principi de sis a deu canons giratoris, que permetia fer foc d'una manera continuada i augmentava el temps de refredament, sense reduir el ritme de foc. Aquestes armes capaces de disparar de forma semblant a la metralladora automàtica, amb mitja dotzena o més de canons de fusell disposats en posició circular al voltant d'un eix i alimentats per un carregador vertical o cilíndric, no eren veritables metralladores automàtiques; l'energia per al procés s'obtenia d'una maneta accionada per un soldat, mentre que en la metralladora autèntica només cal muntar el tancament de l'arma i prémer el gallet perquè l'arma continuï disparant automàticament fins a deixar anar el gallet o esgotar la munició. La Gatling no era autònoma perquè feia servir una maneta per subministrar l'energia amb la qual la cambra dels cartutxos es carregava, copejava, extreia el projectil buit i l'expulsava. A més, els tipus de cartutxos que utilitzava, de paper, en limitava la fiabilitat.
Comprada per l'exèrcit nord-americà el 1865, en van fer modificacions per a l'ús de cartutxos i fundes metàl·liques, innovació que millorà molt l'eficiència de l'arma. Però, per tal com mantenia la mida d'un petit canó i la necessitat d'un calaix de municions, exigia encara millores que es traduirien en l'aparició de diverses versions. Considerada com una peça d'artilleria, fou sempre desplegada sense formar part dels moviments de la infanteria. Això limitava els seus efectes en el pla tàctic, ja que el seu abast era inferior al d'un tret de canó que llancés metralla.

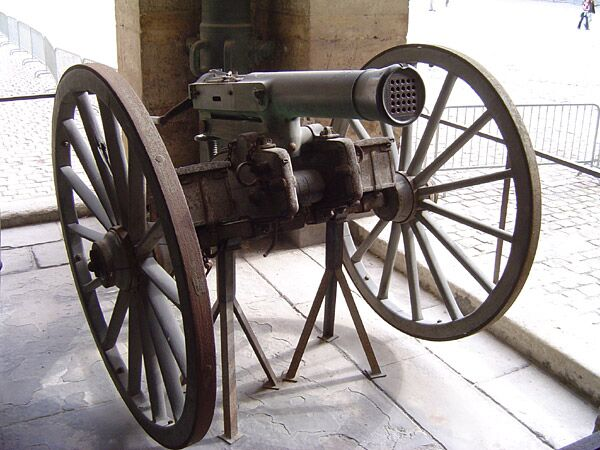
Mitrailleuse Reffye als Invàlids de París

A l'altre costat de l'Atlàntic, a Bèlgica, apareix l'arma Montigny, va ser adoptada per l'exèrcit francès que l'utilitzava com a arma d'infanteria. Era coneguda a França com ‘’canon à balles'’ (canó de bales) o ‘’mitrailleuse’’ (metralladora) Reffye, pel nom del militar responsable de la seva fabricació. El seu funcionament és encara més fàcil perquè els seus vint-i-sis canons, agrupats dins un tub com de canó, podien fer foc de manera individual o simultània. La seva capacitat de foc i el seu abast eren satisfactoris i en una ocasió una bateria va abatre cinc cavalls en 90 segons. Però tàcticament resultà poc útil en el front de combat, cosa que limità de manera important el seu impacte durant la guerra francoprussiana de 1870, on l'artilleria prussiana dominà clarament. Malgrat ser abandonada en els urs de la guerra, el seu nom ‘’mitrailleuse’’ va quedar com a genèric francès per les armes automàtiques de repetició, malgrat que encara funcionava a mà.

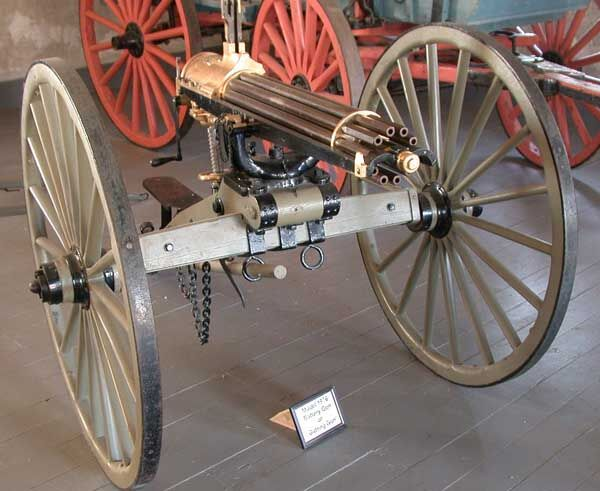
Canó Gatling (Fort Laramie, Wyoming)

Al Regne Unit, el 1870, l'empresa WG Armstrong and Co va obtenir la llicència per a la producció local de canons Gatling, els primers en oferir un foc seqüencial controlat, amb càrrega mecànica. L'arma estava disponible en dues versions: una del calibre 45 (de 45 centèsimes de polzada, és a dir, 11,43 mil·límetres) que realitzava fins a 700 trets per minut, per a l'exèrcit de terra, i una del calibre 65 per a la Royal Navy, la Marina. Un dels seus primers usos va ser a la batalla d'Ulundi contra els zulús. La Marina havia patit anteriorment unes humiliants derrotes a Sud-àfrica el gener de l'any 1879, i en una nova campanya armats amb dues metralladores Gatling es va oposar amb èxit als guerrers zulús, el mes de juliol, causant-los més de 1.500 baixes. A partir d'aquell moment aquesta arma formaria part de les expedicions britàniques a Egipte i Sudan. La popularitat de la Gatling es va estendre a altres governs com els de la Xina, diversos països sud-americans o Rússia que va encarregar 400 metralladores per la guerra contra els turcs. El seu cartutx evolucionà a un sistema més modern fet tot de metall, eliminant així molts dels embussos i altres incidents que solien succeir durant els tirotejos. El ritme de tir assolia ara els tres-cents trets per minut. Tanmateix, per tal com les bateries eren destruïdes per l'artilleria, que quedava fora del eu abast, i els operaris eren abatuts per franctiradors que no podien veure, el seu ús es limità a les guerres colonials, contra enemics pobrament armats, on va ser utilitzada fins entrat el segle xx.
Durant la dècada del 1880 s'imposaren el tipus d'armes Nordenfeldt i Gardner, dues armes també amb l'arquitectura Gatlings i amb un gran calibre, deu i dotze respectivament, amb un o dos canons de foc. Foren utilitzades per la infanteria de marina per lluitar contra els petits bucs llançadors de torpedes. Podien llançar deu projectils per segon sense interrupció durant un temps considerablement llarg.

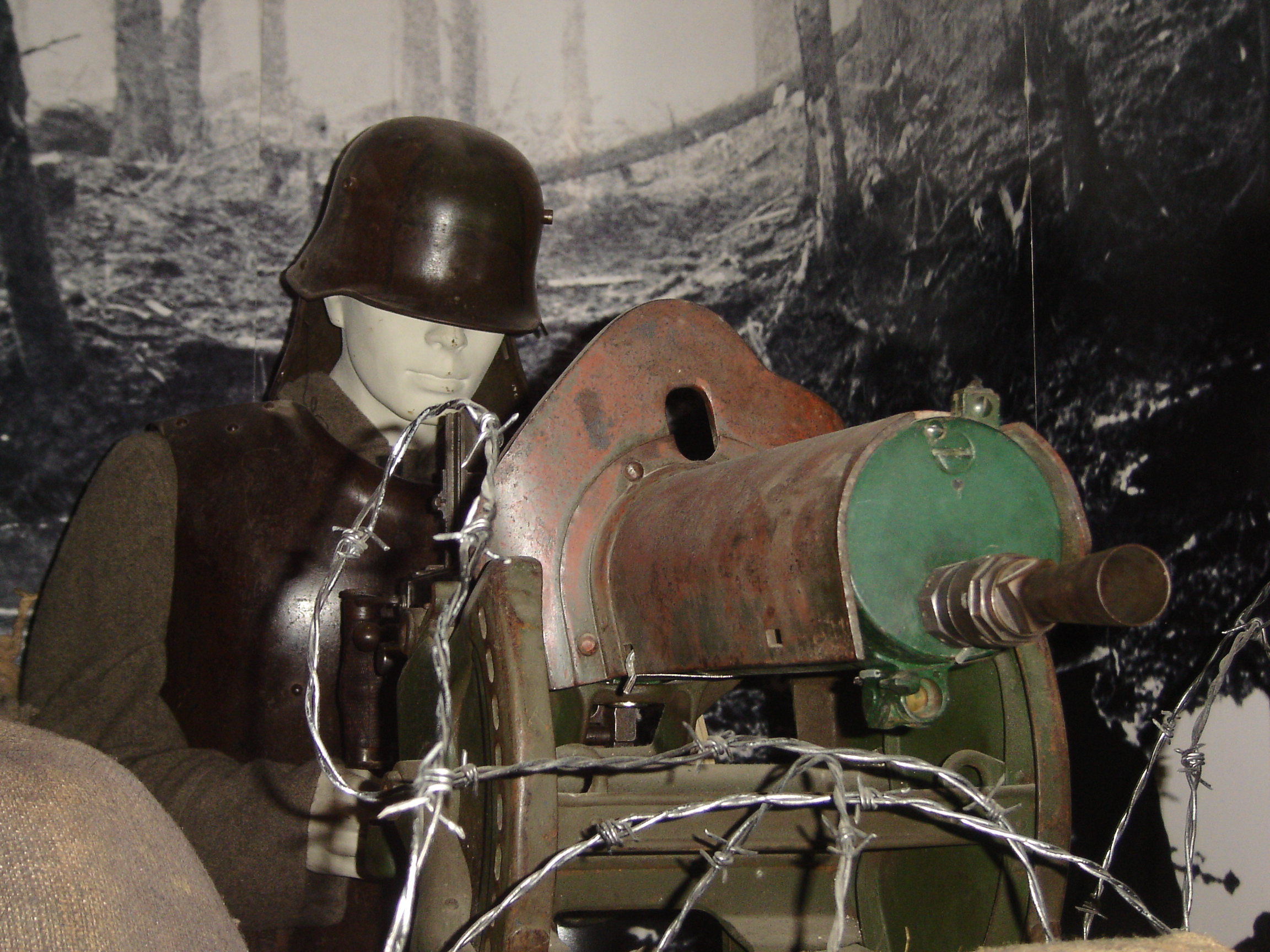
Metralladora Maxim; representació del seu maneig per un soldat alemany durant la Primera Guerra Mundial.

Com a conseqüència de la guerra francoprussiana de 1870 a Europa havia quedat un mapa polític molt trossejat i amb prou inestabilitat com per preveure una nova lluita armada al centre del continent. En aquest context, el nord-americà nacionalitzat britànic Hiram Maxim va patentar un conjunt de millores sobre les armes de repetició. A partir de l'observació del fort retrocés que produïa el seu rifle Springfield mentre practicava tir al blanc, li va fer idear el 1884 el disseny de la que es considera la primera metralladora autèntica, ja que utilitzava la pressió de sortida dels gasos de projecció per a provocar el retrocés del canó, el muntatge del tancament, l'expulsió del casquet i l'alimentació amb un nou cartutx obtingut d'una cinta al lateral de l'arma. Maxim realitzà demostracions per tot Europa i la seva metralladora va ser adoptada per la majoria dels exèrcits del continent.
En 1885, el fabricant Browning treu als Estats Units un model de metralladora accionat pel gas que es recull del canó a través d'un èmbol dins d'un tub connectat al canó de l'arma, sistema adoptat després per als fusells semiautomàtics i d'assalt.

### Elseglexxi les guerres mundials

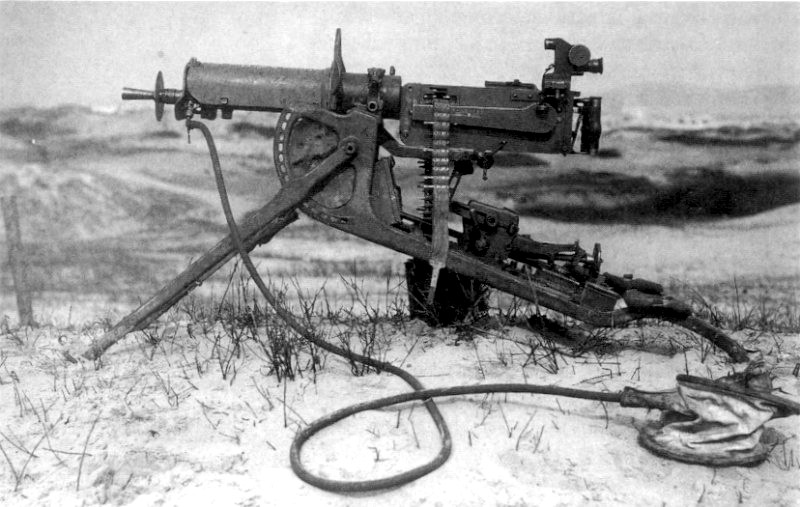
La Maschinengewehr 08 (MG08), metralladora Maxim alemanya de la Primera Guerra Mundial

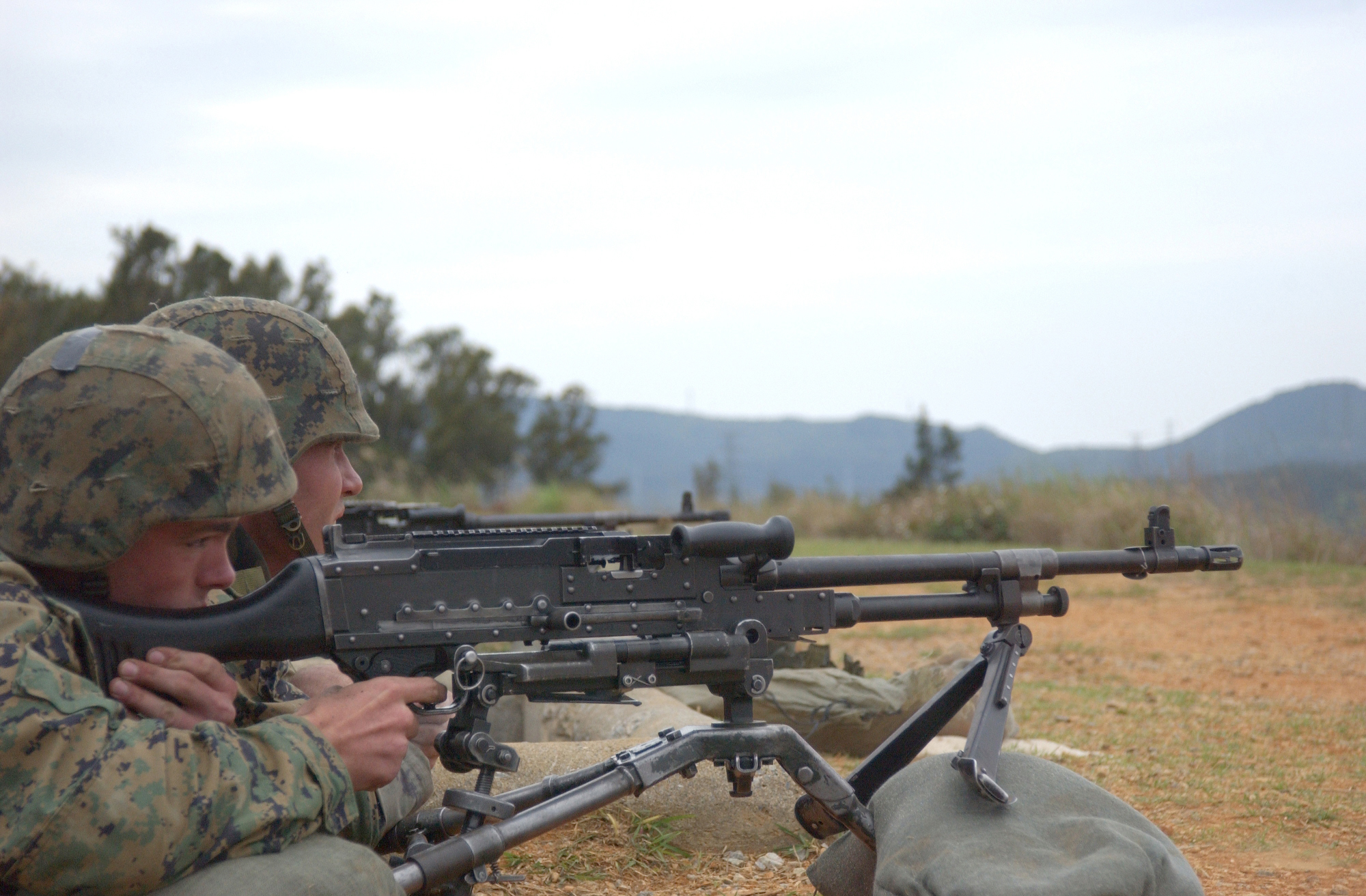
Marines dels Estats Units amb una M240G

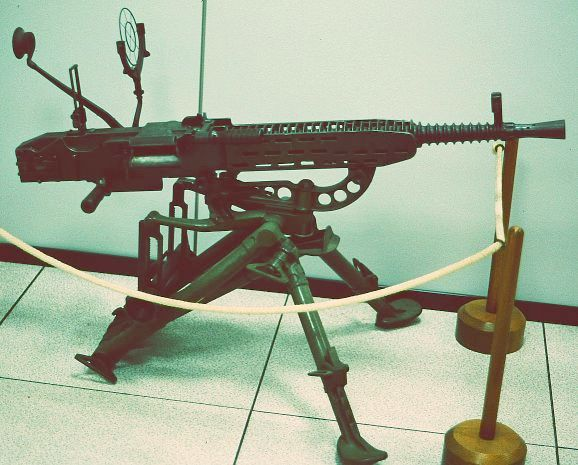
Metralladora txeca ZB37, sense culatí antiaeri

Durant la Primera Guerra Mundial, les metralladores eren armes pesants, muntades sobre un trípode o damunt de rodes a l'estil d'un petit canó. Per resistir les ràfegues contínues sense quedar inoperants per sobreescalfament, els canons anaven muntats dins de cilindres que eren omplerts amb aigua per refrigerar l'arma.
El 1917 Browning treu el seu model més famós, que segueix sent emprat en l'actualitat i que funciona pel retrocés del canó.
Les metralladores lleugeres de la primera guerra i d'entreguerres són en aparença grans fusells dissenyats per a realitzar tir automàtic com a suport a l'escamot de fusellers tradicionals. La BAR (Browning Automatic Rifle) nord-americana, emprada en les dues guerres mundials, o l'anglesa Brenes, usada durant la segona, entren dins d'aquesta categoria. Es tracta d'armes desenvolupades per a aquests conflictes. Posteriorment han estat incorporades per molts altres països de l'OTAN, i al llarg del temps n'han anat variant els calibres.
Abans de la Segona Guerra Mundial, però, els alemanys van inventar la metralladora polivalent o mitjana. Aquesta arma pot actuar com una metralladora de posició normal, a l'estil de la Primera Guerra Mundial, muntada en un trípode pesant amb mires per actuar fins a 1.200 metres; o pot ser desmuntada, acoblada a un dospeus i utilitzada en el rol de metralladora lleugera, però amb una potència molt superior a les concebudes com a tals.
El 1942 els alemanys varen dissenyar el Mkb-43, posteriorment popularitzat com MP-43 i MP-44. A més del MP-44 Alemanya va projectar el FG-42 de Rheinmetall, conegut com a fusell de paracaigudista, arran de la seva utilització en la incursió de paracaigudistes alemanys per alliberar Mussolini en el Gran Sasso el 12 de setembre de 1943.
La tendència cap a rifles automàtics, metralladores lleugeres, i metralladores més potents va donar lloc a una gran varietat d'armes de foc de característiques combinades entre fusells ordinaris i metralladores: Cei-Rigotti, Fedorov Avtomat (1910), AVS-36 Simonov (1930), MP-44, carrabina M1, AK-47 i AR-15, que han arribat a ser coneguts com a fusell d'assalt (a partir del terme alemany Sturmgewehr). Molts avions estaven equipats amb canons mecanitzats, i un canó similar (sobrenomenat "armes Pom-pom") va ser utilitzat com a arma antiaèria. Els dissenys de Bofors de Suècia i Oerlikon de Suïssa van ser àmpliament utilitzats per ambdós bàndols i han influït enormement en armes similars desenvolupades des de llavors.
Aquests tipus d'armes normalment s'alimenten mitjançant carregadors o tambors de 30 a 100 cartutxos i disposen d'un petit dospeus a l'extrem per disparar ajagut còmodament. El concepte roman avui en dia, i la majoria de les metralladores actuals similars són fusells d'assalt modificats per donar una major durada al canó, amb un dospeus i carregadors de més capacitat que els estàndards de l'arma original, tot i que hi ha models actuals de cinta dissenyats expressament com a metralladores lleugeres.
A la Segona Guerra Mundial, els alemanys van emprar la MG-34 i la MG-42, que és una versió simplificada de l'anterior, amb la major part de les seves peces en xapa estampada per abaratir el cost. La MG-42 roman fins avui en dia en servei a l'OTAN amb la denominació MG-3. Altres models són la M-60 nord-americana de l'època del guerra del Vietnam o la PKM russa.

### Post-guerra mundial
A partir de 1948, la fàbrica nacional belga de Herstald va produir un fusell conegut amb les sigles FAL que va tenir una gran difusió fora del bloc comunista. Inicialment va ser utilitzat pels exèrcits belga i britànic, però a partir de 1970 ja el feien servir més de 75 països. La seva popularitat era fruit de la seva solidesa i estabilitat, si bé era una mica pesant.
En la mateixa època a l'estat espanyol el Centro de Estudios Técnicos de Materiales Especiales (CETME), en col·laboració amb enginyers alemanys, va desenvolupar el CETME model 2, un fusell d'assalt que venia a substituir el Mauser com a arma oficial de l'exèrcit espanyol. Inicialment utilitzava munició 7,92, però va ser reconvertit al calibre 7,62 × 51 mm per adaptar-lo a l'estàndard de l'OTAN.
A partir del disseny del CETME model 2, es va desenvolupar el model alemany G-3, un fusell d'assalt fabricat per Heckler i Koch i incorporat a l'exèrcit alemany a partir de 1959. Amb modificacions per a adaptar-se als estàndards OTAN i l'ús de materials plàstics per a reduir-ne el pes, el G-3 continua com a arma reglamentària de l'exèrcit alemany a més d'haver estat acceptat per un gran nombre de països.
Per la seva banda els Estats Units van desenvolupar una arma automàtica denominada M-14, com a evolució del seu fusell M1 Garand.
Durant la guerra freda, en el bloc oriental del Pacte de Varsòvia es va desenvolupar el Kalàixnikov AK-47, amb cartutxos similars als occidentals el 7,62 x 39 mm. El seu desenvolupament deriva de fusells MP-44 alemanys capturats per l'exèrcit soviètic el 1945. Es tracta d'una arma lleugera, molt resistent i d'una gran fiabilitat, amb un funcionament senzill que va permetre la seva difusió entre exèrcits dels països sota la influència comunista de l'URSS, com Xina, Polònia, la República Democràtica Alemanya o Egipte, així com entre molts grups armats d'arreu del món.

### Futur

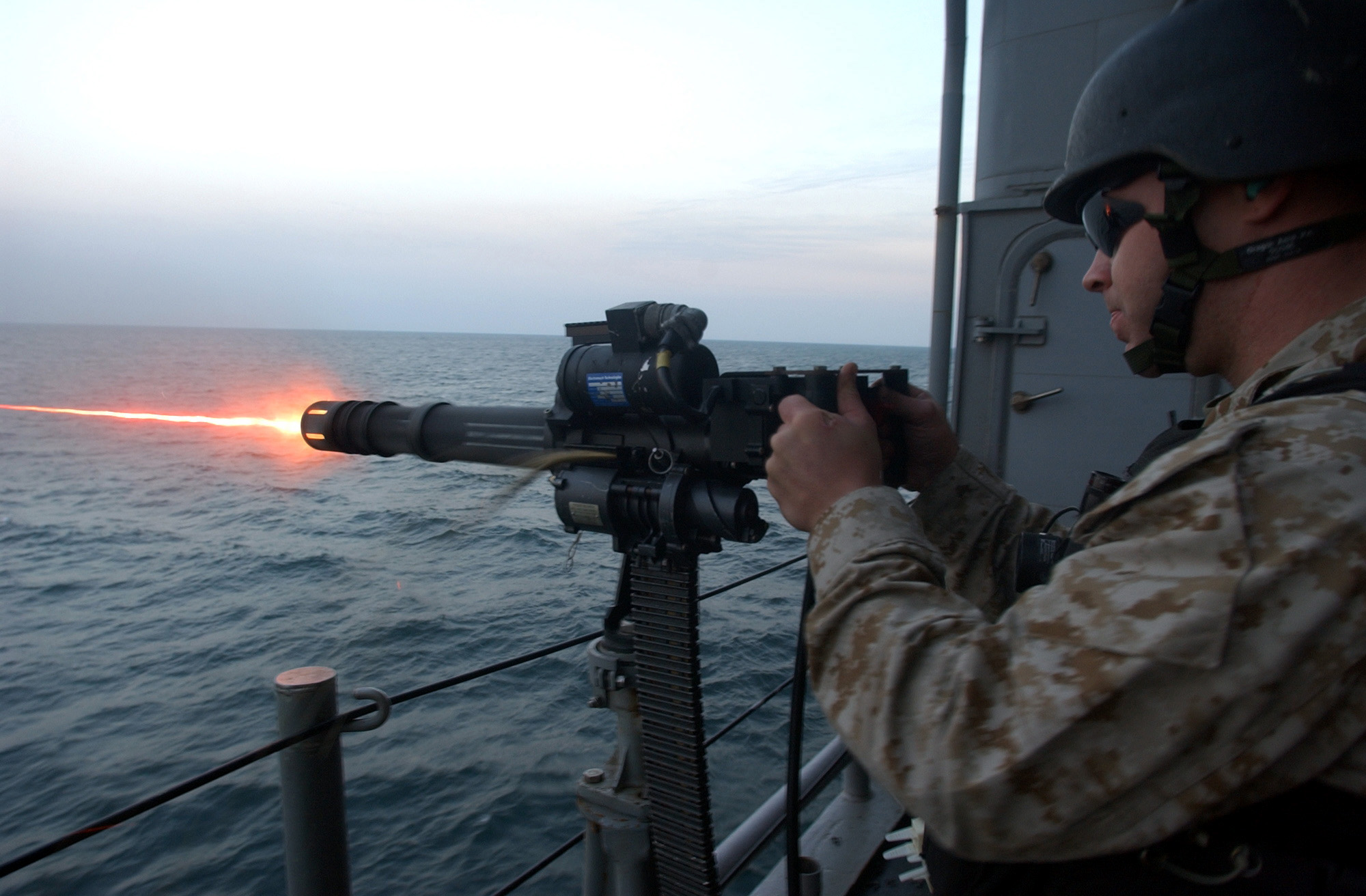
Una metralladora de la US Navy 7,62 mm GAU-17. Està alimentada externament per un motor elèctric (visible a la part superior) que acciona el mecanisme de càrrega, l'encebat, i el tret. A més, es pot observar l'empunyadura de la pala, tipus mola de muntura i la ràpida expulsió dels cartutxos.

L'evolució de l'arma automàtica convencional s'ha vist frenada pel fet que els dissenys de metralladora existents són adequats per a la majoria d'usos,. Tot i així, encara es duen a terme desenvolupaments significatius pel que fa a antiblindatge i armes antimíssils.
Es poden trobar metralladores controlades electrònicament amb velocitats ultra altes de foc en algunes aplicacions, tot i que les armes de petit calibre actuals d'aquest tipus han resultat poc útilitzades: són massa lleugeres per al seu ús contra els vehicles, però massa pesants (sobretot amb la necessitat de disparar una quantitat tàcticament útil de municions) per als soldats individuals. La tendència cap a una major fiabilitat i menor massa per a una potència donada probablement continuarà. Un altre exemple és la de sis canons i 4000 rpm, la XM214 "six pack", desenvolupada per General Electric. Té un tren de potència complexa i un pes de 85 lliures, factors que poden, en algunes circumstàncies, pressionar en contra el seu desplegament.
Metall Storm ha desenvolupat un nou tipus de metralladora, amb taxes de foc de fins a 1.620 trets per minut. Les característiques distintives d'aquesta tecnologia són l'absència de sistemes d'ejecció de la caixa (només les parts en moviment són els projectils) d'alimentació de munició i, l'encesa electrònica de les càrregues de propulsió.

## Metralladores antiblindatge
A la Segona Guerra Mundial va aparèixer un tipus de metralladores de gran calibre, abast i capacitat de penetració: les metralladores pesants. S'empren com antiaèries o per destruir vehicles amb poc blindatge o sense; són capaços de desmembrar a un soldat, per la qual cosa també s'usen com metralladores de posició i solen ser triades per muntar en carros de combat com a arma auxiliar, blindats d'assalt o helicòpters. Amb calibres entre el .50 BMG (12,7 mm) i 14,5 mm, moltes tenen gairebé 3.000 metres d'abast i poden perforar blindatges lleugers.
Un tipus d'arma relacionada amb les metralladores és el canó automàtic, habitualment de calibres de 20 a 30 mm i muntat en torretes, en els blindats d'assalt o en helicòpters i avions de combat. A vegades, és accionat mitjançant una font d'energia externa i disposa de múltiples canons a l'estil de les antigues Gatling per suportar el desgast i escalfament al que es veu sotmesa l'arma durant el seu ús. De fet, la principal diferència entre les Gatling de finals del segle xix i aquestes desenvolupades durant la guerra freda se centra en el fet que les primeres funcionaven amb fulminants de percussió i les darreres amb un sistema d'ignició elèctric.
Aquest tipus de canó, que empra projectils amb nucli perforant i velocitat de més de 1.000 metres per segon; aconsegueix perforar blindatges de més entitat i destrossar vehicles amb gran facilitat.

## Desgast del canó
Les metralladores són armes que pateixen un fort desgast degut a la gran quantitat d'impactes i frecs dels seus mecanismes, i a l'erosió i la calor que es genera en el canó.

## Ergonomia d'ús

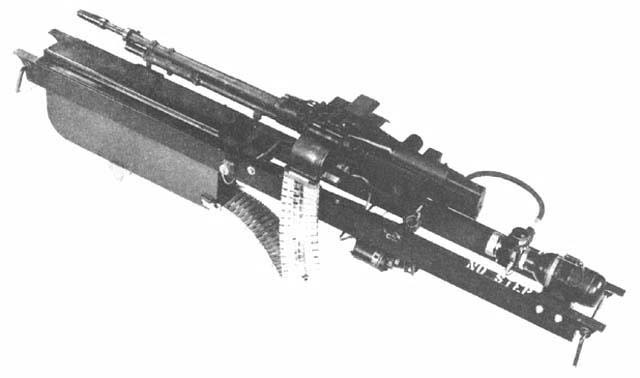
Detall de la M2, una metralladora què és part d'un subsistema complex d'armament; es pot apuntar i disparar des d'un avió sense operació manual

Els elements de la metralladora que estan en contacte amb el tirador són, en la majoria de casos, l'empunyadura i el gallet. A les primeres metralladores manuals, el tipus més comú era una manovella. A les metralladores operades remotament, se sol utilitzar un polsador electrònic o el gallet d'una palanca de control. Les metralladores lleugeres sovint tenen una culata adossada, mentre que les metralladores muntades sobre vehicles amb trípode generalment tenen empunyadures planes. Al segle xx, l'ús de mires i altres sistemes òptics complexos varen substituir el punts de mira fets sobre el canó.
Les primeres metralladores manuals comptaven amb pesats sistemes d'alimentació per als cartutxos solts; sense enllaçar. Les armes lleugeres de mà funcionen normalment basant-se en carregadors manuals que contenen diferents quantitats de cartutxos i que suposen interrompre el foc per canviar-los. Per contra, els sistemes basats en alimentadors permeten realimentar-les mentre l'arma s'està disparant. Això va comportar un canvi gradual cap a sistemes d'alimentació amb cinturó de cartutxos. Els sistemes d'alimentació basats en cintes de bales permeten que siguin portades per una persona, o dins d'una caixa que fa d'alimentador.
Les metralladores modernes es munten habitualment de quatre maneres diferents:
- Sobre trípode. És utilitzat en metralladores mitjanes i pesades.
- Amb un dospeus - sovint es troba integrat amb l'arma. En aquest cas la persona que dispara dona suport com si fos una "pota" més. És comú a les metralladores lleugeres i mitjanes.
- Les metralladores dels avions i dels vaixells es munten generalment en un pivot, bàsicament una subjecció d'acer connectada a l'estructura.
- Finalment, poden formar part d'un sistema d'armament, com en un tanc o una aeronau. Aleshores acostumen a no ser operades directament per persones, sinó que són disparades elèctricament i tenen complexos sistemes per apuntar.

## Metralladores en aviació
El juliol de 1915, el Fokker E.III va entrar en funcionament. Va ser el primer primer avió amb una metralladora sincronitzada que podia disparar a través de l'hèlix. Això va ser una arma formidable per a lluitar amb avions més antics. Aquesta aeronau i el seu successor, conegut amb el nom d'Eindecker (monoplà en alemany), va permetre a Alemanya recuperar el seu endarreriment acumulat. El primer combat del Fokker es va dur a terme l'1 de juliol de 1915, just a l'est de Lunéville, quan el tinent Kurt Wintgens, un dels pilots seleccionats per a posar a prova una sèrie de cinc prototips, va atacar a un Morane-Saulnier L biplaça d'observació al darrere de les línies dels Aliats. Es van contar al voltant de 200 forats de bala en el motor rotatiu de l'aparell francès.
Els britànics varen adoptar el sistema de sincronització de  George Constantinesco a partir de 1918. Aquest sistema estava basat en la teoria i experiments de Constantinesco sobre la transmissió d'ones sonores a través d'un líquid.

## Metralladores per país d'origen
| - Sud-àfrica - LIW MG4 - Vektor SS-77 - Vektor Mini-SS - Alemanya - Maschinengewehr MG08 - Maschinengewehr MG15 - Maschinengewehr MG30 - Maschinengewehr MG13 - Maschinengewehr MG17 - Maschinengewehr MG34 - Maschinengewehr MG42 - MG3 - HK 11 - HK 13 - HK 21 - HK 23 - HK MG36 - HK MG43 - Àustria - Schwarzlose MG M.07/12 - Steyr AUG /Hbar - Bèlgica - FN Minimi - FN FALO - FN MAG - FN BRG15 - Corea del Sud - Daewoo K3 - Estats Units - Browning BAR M1918 - Metralladora Browning 1917 - Metralladora Browning 1919 - M60 - FN Minimi M249 SAW - FN MAG M240 - FN MAG Mk. 48 model 0 - Browning M2 - XM312 - Espanya - CETME Ameli - Finlàndia - Valmet KvKK 62 - PK M26 | - França - Saint-Étienne modèle 1907 - Hotchkiss Mle 1914 - Hotchkiss 1922/1926/1934 - Chauchat - Mac 24/29 - Metralladora Reibel - Arme Automatique Modèle 1952 - Arme automatique Modèle F12 - Regne Unit - Metralladora Vickers - BREN - BREN L4 - FN MAG L7 - LSW L86A1 - Israel - Negev - República Txeca - 7ZB-26 - ZB-30 - vz. 52 - vz. 52/57 - vz. 59 - Rússia - URSS - Degtyarev DP 28 - Degtyarev DT - Degtyarev DP DPM - Degtyarev RP-46 - Degtyarev RPD - Kalachnikov RPK - Kalachnikov RPK-74 - Gorjunov SG-43 - Gorjunov SGM - Metralladora PK - Metralladora PKM - Pecheneg - DShK 12.7 - DShKM 12.7 - KPV 12,7 - NVS 12.7 Utes - Kord 12.7 - Singapur - STK Ultimax 100 - CIS .50 |